# Houéville
Houéville ist eine französische Gemeinde im Département Vosges in der Region Grand Est (bis 2015 Lothringen). Sie gehört zum Kanton Neufchâteau, zum Arrondissement Neufchâteau und zum Gemeindeverband Ouest Vosgien. Die Bewohner nennen sich Houévillois.

## Lage
Die Gemeinde Houéville liegt am Fluss Vair, neun Kilometer östlich von Neufchâteau. Sie grenzt im Nordosten an Attignéville, im Osten an Removille (Berührungspunkt), im Südosten, Süden und Südwesten an Vouxey und im Nordwesten an Barville.

## Bevölkerungsentwicklung
| Jahr                       | 1962 | 1968 | 1975 | 1982 | 1990 | 1999 | 2010 | 2021 |
| -------------------------- | ---- | ---- | ---- | ---- | ---- | ---- | ---- | ---- |
| Einwohner                  | 41   | 40   | 37   | 32   | 33   | 47   | 42   | 43   |
| Quellen: Cassini und INSEE |      |      |      |      |      |      |      |      |

## Sehenswürdigkeiten

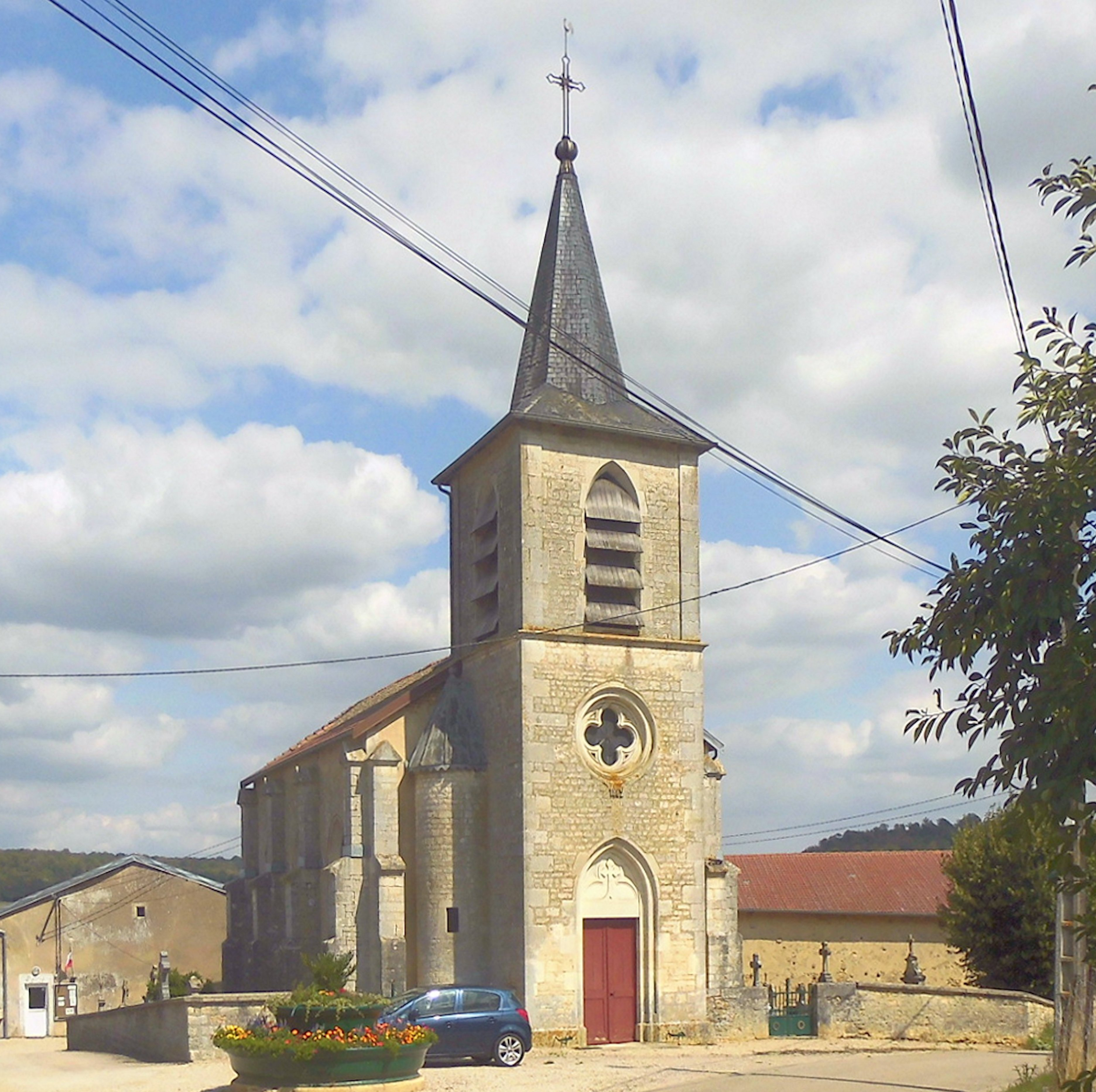
Kirche Saint-Agnan
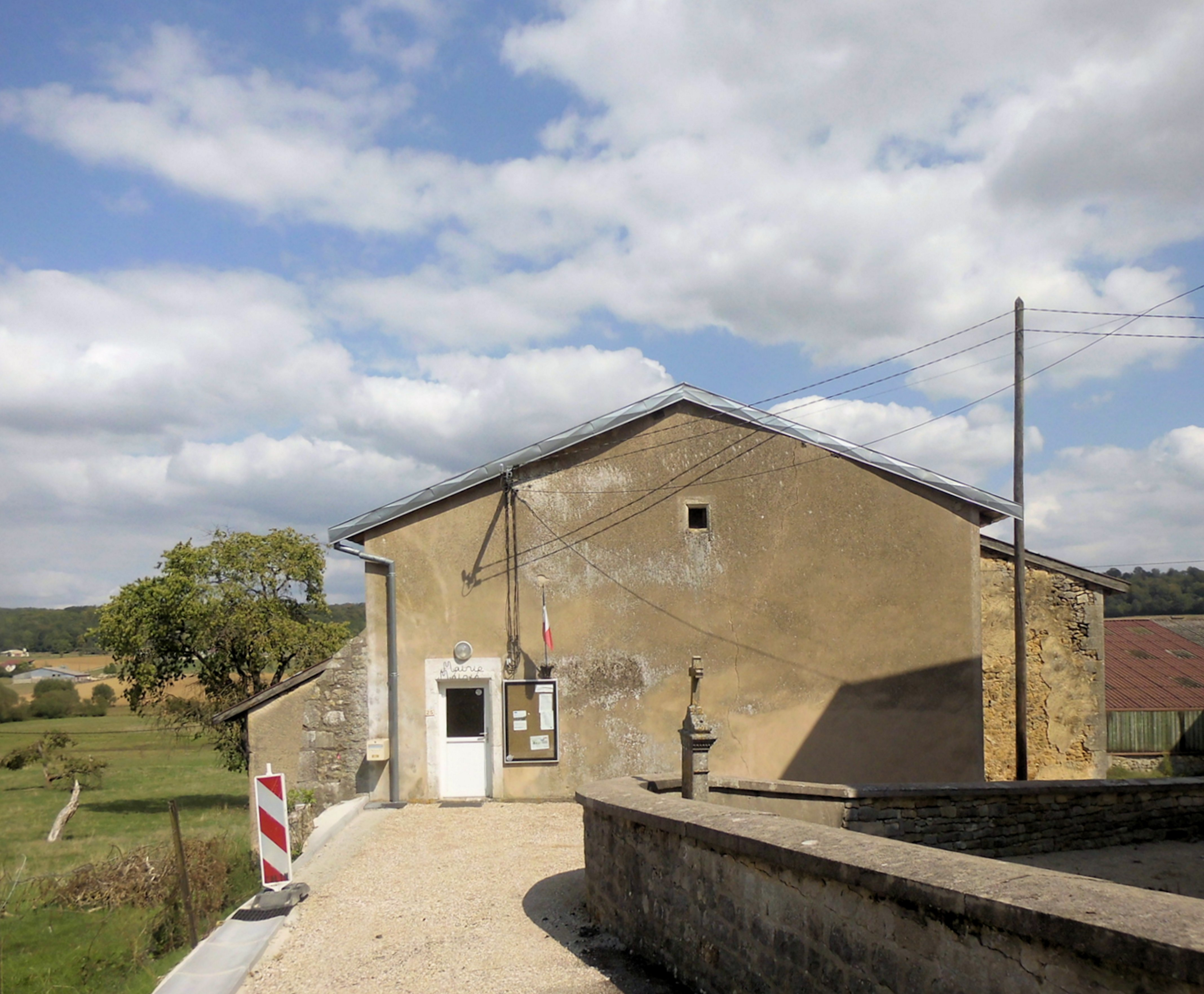
Mairie Houéville

- Kirche Saint-Agnan
- Mairie Houéville